# Naeem Akhtar
Naeem Akhtar, född den 8 juni 1961 i Abbottabad, Pakistan, är en pakistansk landhockeyspelare.
Han tog OS-guld i herrarnas landhockeyturnering i samband med de olympiska landhockeytävlingarna 1984 i Los Angeles.